# Bronny James
LeBron Raymone „Bronny“ James Jr. (* 6. Oktober 2004 in Akron, Ohio) ist ein US-amerikanischer Basketballspieler, der seit 2024 bei den Los Angeles Lakers in der National Basketball Association (NBA) unter Vertrag steht. Der 1,88 Meter große Point Guard spielte College-Basketball für die USC Trojans. Im NBA-Draft 2024 wurde er an 55. Stelle von den Los Angeles Lakers ausgewählt. Er ist der älteste Sohn von LeBron James und gleichzeitig dessen Mannschaftskamerad. Dass ein Vater und ein Sohn gleichzeitig in der NBA spielen, gab es in der Liga bislang nicht.

## Kindheit

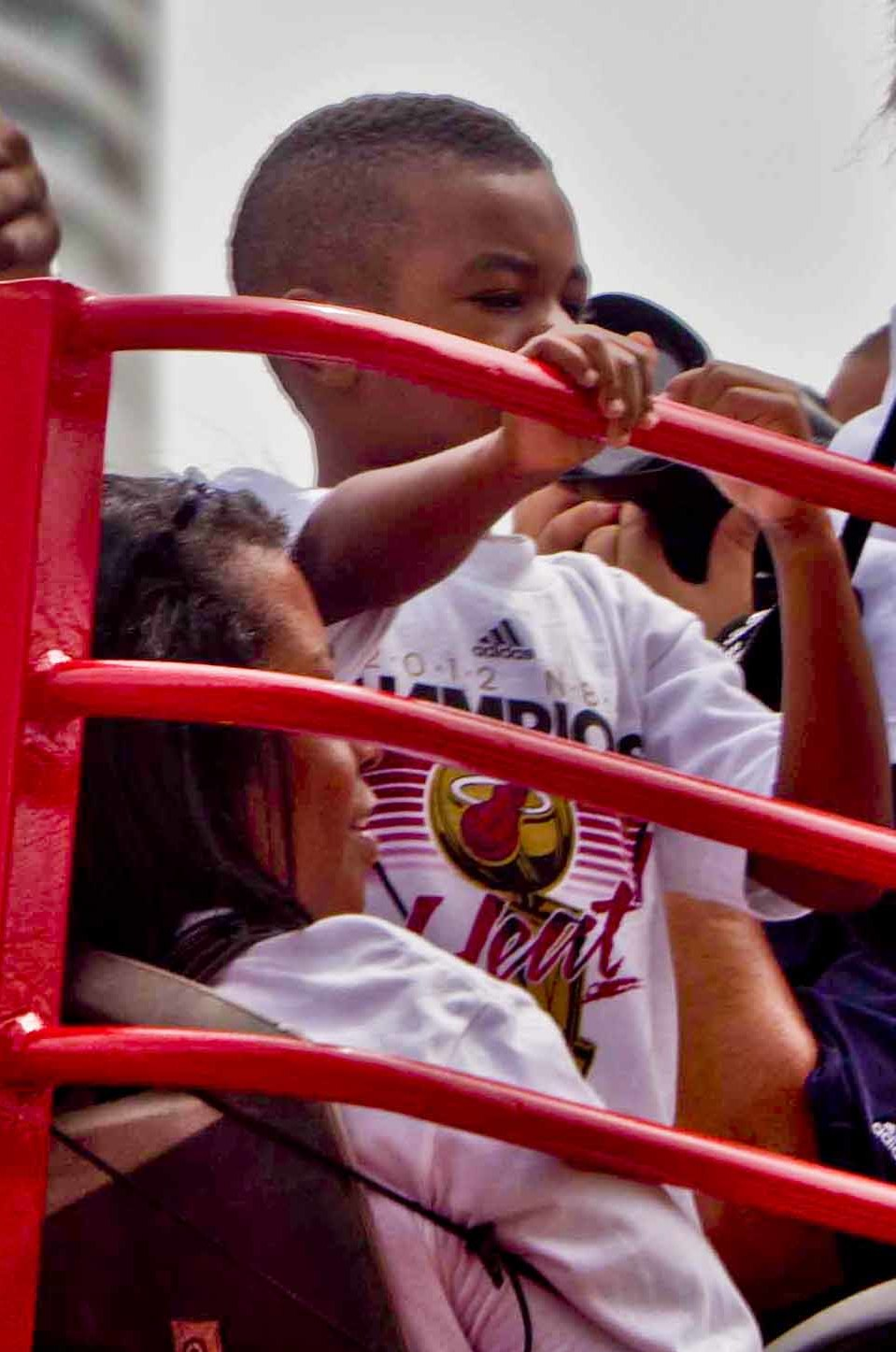
James im Jahr 2012

James wurde am 6. Oktober 2004 als Sohn von Cleveland-Cavaliers-Star LeBron James und seiner langjährigen Freundin Savannah Brinson in Akron (Bundesstaat Ohio) geboren. Sein Vater, viermaliger NBA-Meister und NBA Most Valuable Player, wird von einigen Fachleuten neben Michael Jordan als der beste Spieler der Basketballgeschichte betitelt.
Als Kind spielte Bronny James verschiedene Sportarten, darunter Basketball und Fußball. Sein Vater erlaubte ihm jedoch aus Sicherheitsgründen nicht, American Football oder Eishockey zu spielen. Ab 2014 erhielten in den Vereinigten Staaten zusehends Videos Aufmerksamkeit, in denen Spielszenen mit Bronny James zu sehen waren.
Im März 2018 verhalf James der Mannschaft North Coast Blue Chips, einen All-Star-Weekend-Titel in Houston zu erringen. Am 2. April 2018 beendeten seine Blue Chips die Saison ungeschlagen und gewannen die U13-Meisterschaft in Wisconsin. Obwohl er im Alter von 14 Jahren jünger als die meisten Spieler war, trat er im April 2019 mit der Mannschaft Strive for Greatness im U16-Wettbewerb Elite Youth Basketball League (EYBL) in Indianapolis an, wodurch er die Aufmerksamkeit mehrerer Talentspäher auf sich zog.
Am 6. August 2018 schrieb sich James an der Crossroads School, einer privaten K-12-Schule im kalifornischen Santa Monica ein und erzielte am 3. Dezember 2018 in seinem ersten Spiel für die Schulmannschaft 27 Punkte bei einem 61:48-Sieg über die Culver City Middle School.

## Schulzeit

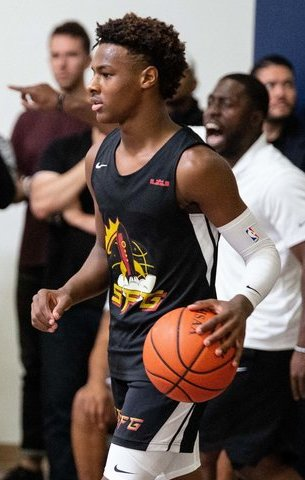
James mit Strive for Greatness (2019)

### Freshman
Am 29. Mai 2019 wechselte James für sein erstes Highschool-Jahr an die Sierra Canyon School, eine private K-12-Schule in Chatsworth, Los Angeles. Er kam zusammen mit seinem Bruder Bryce und dem neuen Senior Zaire Wade, Sohn von Dwyane Wade, einem langjährigen Mannschaftskollegen von James’ Vater, an die Schule. Das Basketballprogramm von Sierra Canyon gehörte unter der Leitung von Cheftrainer Andre Chevalier zu den besten des Landes und hatte bereits die vorherigen beiden Staatsmeisterschaften der California Interscholastic Federation (CIF) gewonnen. In der Saison 2019/20 wurde die Mannschaft von den in Nachwuchsranglisten hoch eingestuften Brandon Boston Jr. und Ziaire Williams angeführt, die für ihr Senior-Jahr dorthin gewechselt waren. Zu Beginn der Saison kündigte der Sender ESPN an, 15 Spiele der Mannschaft zu übertragen. Trotz der hohen Medienaufmerksamkeit untersagte Lebron James seinem Sohn, Interviews zu geben.
Seinen Einstand für die Mannschaft der Sierra Canyon School gab James am 21. November 2019 und trug zu einem 91:44-Sieg über die Montgomery High School von der Bank aus ins Spiel kommend zehn Punkte bei. Am 14. Dezember 2019 erzielte er in einem 59:56-Sieg über die Mannschaft der St. Vincent–St. Mary High School, die sein Vater besucht hatte, 15 Punkte, einschließlich eines spielentscheidenden Korblegers, woraufhin er zum wertvollsten Spieler des Spiels ernannt wurde. Am 15. Januar 2020 erzielte James in einem 117:62-Sieg über die Viewpoint School seine Saisonbestleistung von 17 Punkten. Fünf Tage später warf ein Zuschauer im Rahmen eines Hoophall-Classic-Spiels gegen die Mannschaft der Paul VI. Catholic High School eine Orangenschale nach James, was zu einer kurzen Unterbrechung des Spiels führte. Obwohl der Täter nicht sofort ausgemacht wurde, erhielt ein Videoschnipsel des Vorfalls große Aufmerksamkeit und zog Kritik von James’ Vater auf sich, woraufhin sich der Zuschauer entschuldigte. Sierra Canyon erreichte das Endspiel der Staatsmeisterschaft, welches aufgrund der COVID-19-Pandemie abgesagt wurde. Als Freshman erzielte James durchschnittlich 4,1 Punkte in 15 Minuten pro Spiel, während Sierra Canyon das Spieljahr mit einer Bilanz von 30 Siegen und vier Niederlagen abschloss. James war der einzige Spieler seiner Mannschaft, der in allen 34 Spielen der Saison mitgewirkt hatte.

### Sophomore
Am 12. November 2020 spielte James sein erstes Vorbereitungsspiel für die Mannschaft des California Basketball Clubs, der der Schulmannschaft der Sierra Canyon School entsprach. Er erzielte seine neun Punkte alle in der ersten Hälfte. Im Februar 2021 erlitt James beim Training einen Meniskusriss und musste operiert werden. Aufgrund der COVID-19-Pandemie hatte er in der Saison 2020/21 keine offiziellen Spiele für Sierra Canyon bestritten. Nachdem er den größten Teil der Saison verpasst hatte, kehrte James am 11. Juni im Endspiel der CIF Southern Section Open Division gegen die Centennial High School aufs Spielfeld zurück. Er erzielte sieben Punkte, das Spiel wurde 72:80 verloren. Sierra Canyon, angeführt von Junior Amari Bailey, beendete die Saison mit einer Bilanz von 16 Siegen und zwei Niederlagen.

### Junior
In James’ Junior-Jahr wurde die Mannschaft der Sierra Canyon School hauptsächlich von den Seniors Amari Bailey und Kijani Wright angeführt. Am 4. Dezember 2021 erzielte James während eines 71:53-Sieges über die St. Vincent–St. Mary High School 19 Punkte und war damit der beste Korbschütze der Begegnung, während sein Mannschaftskamerad Bailey wegen einer Knöchelverletzung ausfiel. Sierra Canyon wurde von der Harvard-Westlake School im Halbfinale der CIF Southern Section Open Division überraschend besiegt, wobei James vier Punkte erzielte.
Sierra Canyon erreichte das Endspiel der Open Division Regional, verlor jedoch mit 59:83 gegen die Centennial High School. James, der an dieser Begegnung trotz Hüftschmerzen antrat, blieb in diesem Spiel ohne Punkte. Er beendete die Saison mit seiner Mannschaft einer Bilanz von 26 Siegen und fünf Niederlagen. Als Junior erzielte James in 29 Einsätzen durchschnittlich 8,8 Punkte, 3,3 Rebounds, 2,8 Assists und 1,9 Steals pro Spiel.

### Senior
In seinem Senior-Jahr übernahm James eine Führungsrolle bei Sierra Canyon und wurde des Weiteren von seinem jüngeren Bruder Bryce unterstützt. Im August 2022 bestritt er zusammen mit seinen Mitspielern von der Sierra Canyon High School wiederum unter dem Namen California Basketball Club drei Freundschaftsspiele in Europa. Im Rahmen dieser Reise war James bei der 85:97-Niederlage gegen die französische U18-Nationalmannschaft in Paris mit 25 Punkten der beste Korbschütze der Begegnung.
Nachdem er die ersten beiden Hauptrundenspiele der Saison 2022/23 wegen einer Krankheit verpasst hatte, kehrte James am 26. November in den Wettkampfbetrieb zurück und erzielte während der Niederlage gegen die Rancho Christian School 13 Punkte, vier Assists und drei Rebounds. In seinem ersten Heimspiel am 30. November machte er gegen die Mannschaft der Crossroads School mit 25 Punkte auf sich aufmerksam und führte Sierra Canyon zu einem 77:61-Sieg. Im Januar 2023 verpasste James vier Spiele wegen einer Knieverletzung, bevor er am 1. Februar bei seiner Rückkehr 19 Punkte erzielte, als man im Halbfinale der Mission League mit 66:88 gegen die Notre Dame High School verlor. Nach der schlechtesten Saison in Trainer Chevliers’ Amtszeit wurde Sierra Canyon aus der CIF Open Division in die Division I abgestuft.
Als Senior erzielte er durchschnittlich 14,2 Punkte, 5,5 Rebounds, 2,4 Assists und 1,8 Steals pro Spiel und führte seine Mannschaft zu einer Bilanz von 23 Siegen und elf Niederlagen. Er wurde zum McDonald’s All-American Game eingeladen und in die US-Auswahl für den Nike Hoop Summit berufen. Im McDonald’s All-American Game erzielte James 15 Punkte und traf fünf Dreipunktewürfe, womit er die Bestmarke dieser Veranstaltung für die meisten getroffenen Dreipunktewürfe einstellte. Zudem verteilte er vier Assists und kam auf zwei Ballgewinne, verlor das Spiel mit seiner Mannschaft jedoch (106:109). Im Dunk-Wettbewerb der Veranstaltung wurde James Zweiter. Beim Nike Hoop Summit erzielte er elf Punkte, vier Rebounds, einen Steal und einen Block und traf die entscheidenden Freiwürfe zum 90:84-Sieg der US-Amerikaner im Duell mit einer Weltauswahl.

## College
Am 24. Juli 2023 brach James während einer Trainingseinheit im Galen Center zusammen. Später stellte sich heraus, dass er einen Herzstillstand aufgrund eines angeborenen Herzfehlers erlitten hatte. James wurde am 27. Juli aus dem Krankenhaus entlassen. James galt einigen Fachleuten vor diesem Vorfall als ein Anwärter auf einen der besten zehn Plätze im NBA-Draftverfahren 2024.
Weniger als fünf Monate nach seinem Herzstillstand gab James am 10. Dezember 2023 seinen Einstand für die Mannschaft der University of Southern California und erzielte dabei von der Bank kommend vier Punkte, drei Rebounds, zwei Assists, zwei Steals und einen Block. Am 30. Dezember 2023 traf James während einer Auswärtsniederlage gegen Oregon State sechs seiner elf Feldwürfe und erzielte mit 15 Punkten seine persönliche NCAA-Höchstleistung. Am 17. Januar 2024 erhielt bei einer 67:82-Niederlage gegen Arizona mit 30 Minuten seine höchste Einsatzzeit der Saison und erzielte dabei 11 Punkte, fünf Rebounds und sechs Assists. James nahm an den letzten 25 Saisonspielen der Hochschulmannschaft teil und gehörte sechsmal der Anfangsaufstellung an. Er erzielte durchschnittlich 4,8 Punkte, 2,8 Rebounds und 2,1 Assists, seine mittlere Einsatzzeit betrug 19,3 Minuten je Begegnung.
Am 5. April 2024 gab James bekannt, sich für das NBA-Draftverfahren 2024 anzumelden, aber zunächst noch die Möglichkeit einer Rückkehr an die Hochschule aufrechtzuerhalten. Anfang Mai 2024 wurde James medizinisch zum NBA-Draftverfahren zugelassen. Am 28. Mai 2024 wurde berichtet, dass James von mindestens zehn NBA-Mannschaften Einladungen zu Probetrainings erhalten habe, er aber nur wenige davon wahrgenommen habe. So stellte er sich unter anderem bei den Los Angeles Lakers und den Phoenix Suns vor.

## Professionelle Karriere

### Los Angeles Lakers (seit 2024)
Am 27. Juni 2024 wurde James im NBA-Draftverfahren 2024 an 55. Stelle von den Los Angeles Lakers und damit von der Mannschaft ausgewählt, bei der sein Vater unter Vertrag steht. Nie zuvor spielten ein Vater und ein Sohn gleichzeitig in der NBA. Der ehemalige Generalmanager der Golden State Warriors Bob Myers behauptete im Sender ESPN, dass James’ Agent Rich Paul Mannschaften aufgefordert habe, Bronny James nicht im Draftverfahren auszuwählen, da dieser in einem solchen Fall in die australische National Basketball League (NBL) wechseln würde. Das wurde als Versuch gewertet, James für die Los Angeles Lakers freizuhalten, die ihn letztlich auswählten und ihn am 3. Juli 2024 mit einem Vertrag ausstatteten. Seinen Einstand in der NBA-Sommerliga gab er am 6. Juli 2024: James verlor das Spiel mit 94:108 gegen die Sacramento Kings, er kam auf vier Punkte, zwei Assists, zwei Rebounds und einen Ballgewinn.

## Karriere-Statistiken

### College
| Saison  | Team        | GP | GS | MPG  | FG%  | 3P%  | FT%  | RPG | APG | SPG | BPG | PPG |
| ------- | ----------- | -- | -- | ---- | ---- | ---- | ---- | --- | --- | --- | --- | --- |
| 2023–24 | USC Trojans | 25 | 6  | 19.3 | 36.6 | 26.7 | 67.6 | 2.8 | 2.1 | 0.8 | 0.2 | 4.8 |

Quelle